# 唐津警察署
唐津警察署（からつけいさつしょ）は、佐賀県警察が管轄する警察署の一つである。

## 管轄区域
- 唐津市一円・東松浦郡玄海町

## 所在地
- 佐賀県唐津市二タ子3丁目1－5（唐津消防署前）

## 沿革
- 1878年（明治11年）
  - 1月18日 - 唐津警察出張所が入っていた旧藩屋敷を修理し、「唐津警察署」を設置。同時に唐津分署、呼子分署、伊万里分署、有田分署を設置。
  - 10月18日 - 唐津分署を廃止。
- 1884年（明治17年）
  - 6月12日 - 伊万里分署が分離の上、伊万里警察署として独立。
  - 8月15日 - 相知派出所を相知分署とする。
- 1898年（明治31年）2月1日 - 木造2階建の新庁舎が完成。
- 1920年（大正9年）- 小型巡邏船を新造。
- 1926年（大正15年）7月1日 - 呼子分署と相知分署が分離の上、「呼子警察署」・「相知警察署」として独立。伊万里警察署に有田分署を移管。
- 1935年（昭和10年）8月10日 - 鉄筋コンクリート造3階建の庁舎が完成。
- 1944年（昭和19年）3月8日 - 呼子警察署から有浦村が移管される。
- 1948年（昭和23年）3月7日 - （旧）警察法の施行により、以下の3署に分離。
  - 「国警東松浦地区警察署」
  - 「自警唐津市警察署」
  - 「自警浜崎町警察署」
- 1951年（昭和26年）10月1日 - 浜崎町警察署が廃止され、国警唐津地区警察署に編入される。
- 1954年（昭和29年）7月1日 - 警察法の改正により、「佐賀県警察 唐津警察署」となる。
- 1962年（昭和37年）- 鑑識写真室を増設。
- 1966年（昭和41年）11月24日 - 鉄筋コンクリート造2階建庁舎を増築。
- 2005年（平成17年）4月1日 - 呼子警察署と相知警察署を統合の上、それぞれ「呼子幹部派出所」・「相知幹部派出所」とする。

## 組織
- 警務課
  - 警務係
  - 被害者支援係
  - 術科指導係
- 留置管理課
  - 留置管理係
- 会計課
  - 会計係
- 生活安全課
  - 生活安全係
  - 人身安全対策係
  - 生活安全捜査係
- 地域第一課
  - 企画・指導係
  - 地域捜査係
  - 地域係
  - 自動車警ら係
- 地域第二課（相知幹部派出所に設置）
  - 地域係
  - 自動車警ら係
- 地域第三課（呼子幹部派出所に設置）
  - 地域係
  - 自動車警ら係
- 刑事第一課
  - 送致・手口係
  - 盗犯係
  - 強行犯係
  - 鑑識係
- 刑事第二課
  - 知能犯係
  - 組織犯罪対策係
- 交通課
  - 指導係
  - 事故捜査係
  - 規制係
- 警備課
  - 警備第一係
  - 警備第二係

## 幹部派出所
いわゆる幹部交番としての運用が行われる。

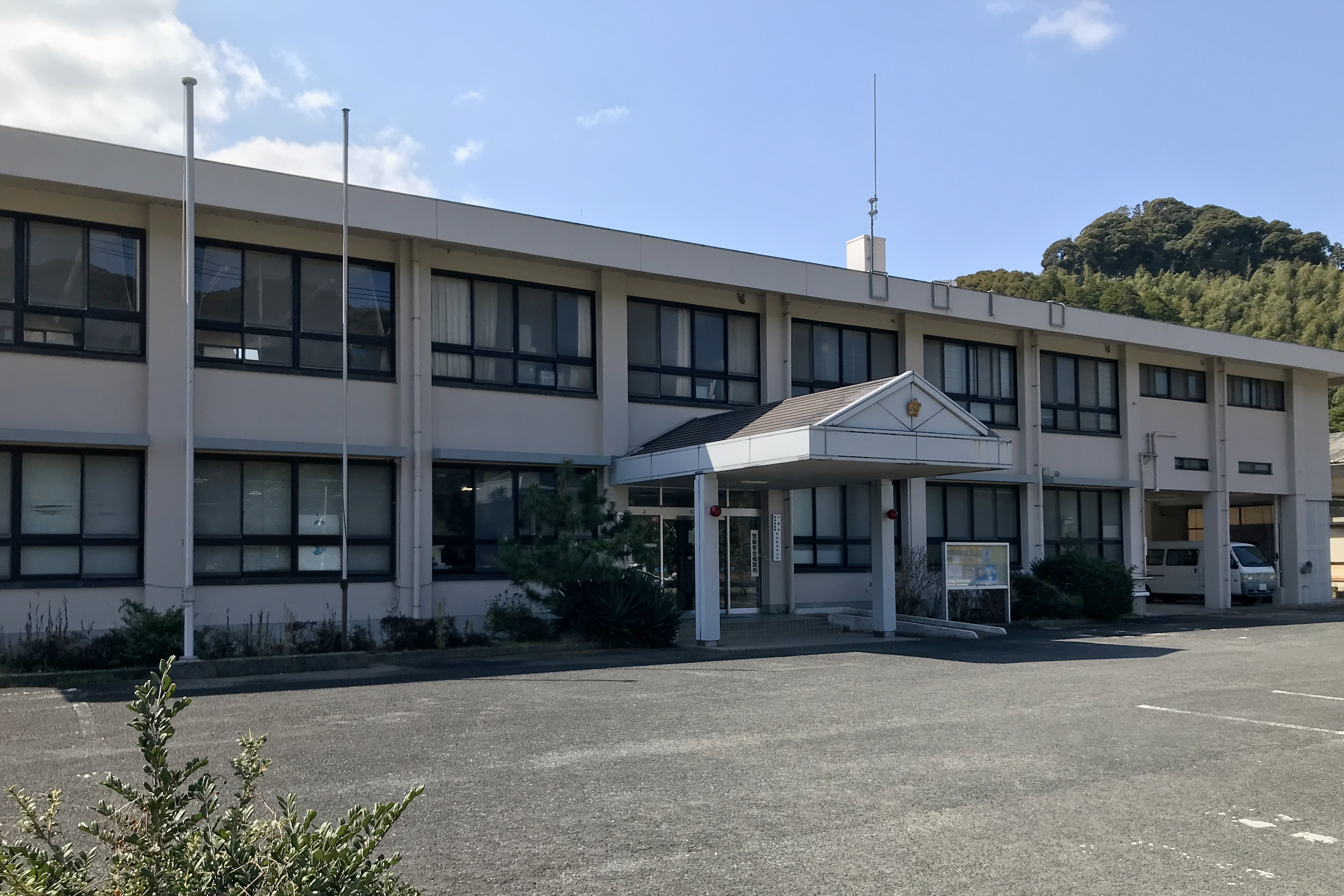
相知幹部派出所（旧相知警察署）

- 相知幹部派出所（唐津市相知町長部田1089-2） - 旧相知警察署。
- 呼子幹部派出所（唐津市呼子町殿ノ浦970-1） - 旧呼子警察署。

## 交番
- 浜崎交番（唐津市浜玉町浜崎1901-360）
- 和多田交番（唐津市和多田本村2-9）
- 中央交番（唐津市高砂町1699-7）
- 西唐津交番（唐津市海岸通7182-83）
- 鏡交番（唐津市鏡新開108）

## 駐在所
- 大野警察官駐在所（唐津市相知町大野75）
- 相知警察官駐在所（唐津市相知町相知2022-4）
- 平山警察官駐在所（唐津市相知町平山上1338-3）
- 岩屋警察官駐在所（唐津市厳木町岩屋959-1）
- 厳木警察官駐在所（唐津市厳木町厳木1073）
- 中島警察官駐在所（唐津市厳木町中島1359-5）
- 七山警察官駐在所（唐津市七山藤川2736-9）
- 佐志警察官駐在所（唐津市中瀬通4-2）
- 川原橋警察官駐在所（唐津市養母田35-7）
- 湊警察官駐在所（唐津市湊町130-8）
- 徳須恵警察官駐在所（唐津市北波多徳須恵387-3）
- 入野警察官駐在所（唐津市肥前町入野1999-1）
- 高串警察官駐在所（唐津市肥前町田野136-13）
- 切木警察官駐在所（唐津市肥前町切木500-7）
- 小川島警察官駐在所（唐津市呼子町小川島289-3）
- 打上警察官駐在所（唐津市鎮西町早田2123）
- 名護屋警察官駐在所（唐津市鎮西町名護屋3884-3）
- 馬渡島警察官駐在所（唐津市鎮西町馬渡島66-1）
- 値賀警察官駐在所（東松浦郡玄海町大字今村6657-2）
- 有浦警察官駐在所（東松浦郡玄海町大字新田1797-3）

## 連絡所
- 東唐津連絡所（唐津市東唐津四丁目4-24）

## 警備艇
- 佐8 あさぎり 12m型 唐津港
- 佐9 はど 17m型 呼子港

## 参考資料
- 「佐賀県警察史 下巻」（佐賀県警察史編さん委員会, 1977年（昭和52年）1月15日発行）p.128～